# 南太鉉
南太鉉（1994年5月10日—），前錯譯為南泰賢，是一名韓國男歌手、詞曲作家，曾是YG娛樂旗下男子組合WINNER成員，現為樂團South Club隊長、主唱兼吉他手。
2016年10月12日，YG娛樂公布南太鉉因心理問題暫停演藝活動；11月25日宣布退出組合並解除個人專屬合約。
2017年3月30日，南太鉉在首爾龍山區梨泰院註冊音樂公司South Buyers Club，成為法人代表，開啟音樂活動。
2024年1月18日，南太鉉因吸食毒品被判處1年有期徒刑、緩刑兩年，並且必須參加40小時的藥物成癮治療課程。

## 演藝經歷

### 組合活動
2011年7月，參加YG娛樂影像試演，成功加入YG娛樂成為練習生。
2013年8月，YG娛樂宣布南太鉉將與其他練習生組成Team A參加Mnet實境秀《WIN》，與另一練習生隊伍Team B對抗，獲勝者將以「Winner」作為組合名稱出道。2013年10月25日，Team A勝出，2014年8月17日，南太鉉以WINNER成員正式出道。
2016年10月12日，所屬經紀公司YG娛樂宣布太鉉自練習生時期便患有的心理問題惡化，在與太鉉及其母親商討後，將暫停其一切演藝活動。11月25日宣布退出組合並解除個人專屬合約。
2017年5月，首次表示離開前公司YG娛樂的真正理由，「真的有很多不同的猜測，但都只是猜測而已，跟對方都已經協商好了才離開的，只是未來要走的路不一樣罷了。」坦言是因為音樂之路與YG娛樂不同而決定出走。

### 個人活動
2015年，太鉉出演網路劇《0時的她》。同年，在SBS《深夜食堂》中飾演敏雨一角。2016年5月24日起，由太鉉主演的電視劇《吞噬月亮》將在搜狐TV撥出。

### 樂隊活動
2017年3月25日，在社交平台上公布了第一場演出，以及樂隊的名字“South Club”，開始樂隊活動。
3月30日，以個人名義成立了一家名為“South Buyers Club”的音樂公司，
以此追求喜歡的音樂風格，並成為樂隊的隊長和主要創作人。

## South Buyers Club
- 2017年4月11日，透過個人SNS上傳一張法人登錄證截圖照片，公司代表寫著南太鉉的名字，名為「South Buyers Club」的公司設立日期為3月30日，開始進行音樂相關活動。[14]

## 音樂作品
團體作品請參閱WINNER#音樂作品

### South Club單曲
- 2017年
  - Hug Me（5月25日，收錄於首張單曲《Hug Me》）
  - 아니（No）（7月8日，收錄於第二張單曲《아니(No)》）
  - 為了誰的歌（누굴 위한 노래인가요）（12月5日，收錄於第三張單曲《為了誰的歌》）

### South Club專輯

#### 迷你專輯
| 專輯 # | 專輯資料                                                    | 曲目 |
| 1st    | 首張迷你專輯《90》 - 發行日期：2017年6月27日 - 語言：韓語   | 曲目 1. 더러운 집（Dirty House） 2. I Got The Blues 3. Believe U 4. Hug Me 5. I.D.S 6. LIAR 7. See You (Outro) |
| 2nd    | 第二張迷你專輯《20》 - 發行日期：2018年5月30日 - 語言：韓語 | 曲目 1. 왕따(OUTCAST) 2. Blues of D 3. Blues of A 4. Grown up                                                  |

### 數位單曲
- 告白（고백하는 거야）（2014年8月12日，收錄於專輯《2014 S/S》）
- I'm Young（2016年2月1日，收錄於專輯《EXIT:E》）
- 星（Star）（Prod. by Park Geun Tae）（2018年9月4日）
- Twice(두 번)   （2019年11月15日）
- To My Friends（2020年3月18日）

### 客串專輯
- Epik High〈Spoiler〉（2014年10月21日，收錄於日文版專輯《鞋櫃》）

### 其他歌曲
- 2017年：《Black》OST Part 1－Take Me Out
- 2017年：《20世紀少男少女》OST Part 5－少男, 少女（소년, 소녀）
- 2018年：《Rich Man》OST Part 2－真愛（Real Love）

## 韓國音樂著作權協會
| 姓名   | 登記名字 | 登記編號 | 參與歌曲列表 |
| 南太鉉 | 남태현   | 10006029 | 25首         |

## 媒體作品
以WINNER成員身分共同參與演出請詳見WINNER影視作品列表

### 音樂錄影帶
| 年份   | 歌手                                  | 曲目                                                     | 備註     |
| 2013年 | 太陽                                  | 《Ringa Linga》                                          | 與宋旻浩 |
| 2016年 | 南太鉉                                | 《I'm Young （页面存档备份，存于）》                     |          |
| 2017年 | Nam Taehyun （南太鉉） （South Club） | 《Hug Me （页面存档备份，存于）》                        |          |
| 2017年 | Nam Taehyun （南太鉉） （South Club） | 《Dirty House(더러운 집) （页面存档备份，存于）》        |          |
| 2017年 | Nam Taehyun （南太鉉） （South Club） | 《I Got The Blues （页面存档备份，存于）》               |          |
| 2017年 | Nam Taehyun （南太鉉） （South Club） | 《LIAR （页面存档备份，存于）》                          |          |
| 2017年 | Nam Taehyun （南太鉉） （South Club） | 《아니 (No) 》                                           |          |
| 2018年 | Nam Taehyun （南太鉉） （South Club） | 《왕따 (OUTCAST) （页面存档备份，存于）》                |          |
| 2018年 | 南太鉉                                | 《별 Star (Prod. by 박근태 KTP) （页面存档备份，存于）》 |          |

### 電視劇
| 年份   | 播放平台     | 劇名         | 角色名 | 類型       |
| 2015年 | MBC網路劇    | 《0時的她》  | 孔智壇 | 第一男主角 |
| 2015年 | SBS週末劇    | 《深夜食堂》 | 敏雨   | 男配角     |
| 2016年 | 搜狐TV網路劇 | 《吞噬月亮》 | 強宇   | 第一男主角 |

### 綜藝節目
| 年份   | 日期              | 頻道       | 名稱                         | 備註                          |
| 2016年 | 2月4日－4月7日    | tvN        | 《演員學校》                 | 固定成員                      |
| 2016年 | 3月8日            | JTBC       | 《TwoYoo_Project-Sugar_Man》 | 與宋閔浩、姜昇潤              |
| 2016年 | 4月10日           | SBS        | 《Running Man》              | 與宋閔浩、惠利                |
| 2017年 | 7月13日           | KBS 1 TV   | 《All That Music》           | South Club全體                |
| 2017年 | 11月29日、12月6日 | tvN        | 《需要對話的狗貓》           |                               |
| 2018年 | 6月19日           | MBC every1 | 《Video Star》               |                               |
| 2018年 | 8月4日            | KBS2       | 《不朽的名曲：傳說在歌唱》   | South Club全體，金元俊篇      |
| 2018年 | 9月29日           | KBS2       | 《不朽的名曲：傳說在歌唱》   | South Club全體，Bunny Girls篇 |
| 2018年 | 10月5日－至今     | tvN        | 《驚險的親家練習》           | 固定演出（與張度妍）          |
| 2018年 | 10月9日           | MBC every1 | 《Video Star》               | 特別MC                        |
| 2018年 | 10月13日          | KBS2       | 《不朽的名曲：傳說在歌唱》   | South Club全體                |
| 2019年 | 3月5日 - 3月26日  | KBS        | 《親吻》                     |                               |
| 2019年 | 5月1日            | tvn        | 《工作室》                   |                               |
| 2019年 | 11月9日           | KBS2       | 《不朽的名曲：傳說在歌唱》   | South Club全體，朴根泰篇      |

### 廣播電台
| 日期            | 頻道         | 名稱                 | 備註   |
| 2017年7月31日－ | CASPER Radio | 《南太鉉的11點之夜》 | 固定DJ |

## 爭議
2023年3月8日凌晨因酒駕出車禍，首爾江南警察署表示南太鉉在首爾江南某公路邊停車的狀況下開門，撞到了旁邊經過的計程車之後，駕駛了20米左右。警方以違反道路交通法的嫌疑將南太鉉移送法辦。

## 外部連結
南太鉉
- 南太鉉的Instagram帳戶
- 南太鉉的新浪微博
- South Club（页面存档备份，存于）的soundcloud

THE SOUTH
- THE SOUTH Official
- THE SOUTH Official的X（前Twitter）
- THE SOUTH Official的Instagram帳戶
- THE SOUTH Official的Facebook專頁
- THE SOUTH Official（页面存档备份，存于）的tumblr
- THE SOUTH Official的YouTube頻道